# Гордон, Джордж (ботаник)
Джордж Гордон (англ. George Gordon, 25 февраля 1806 — 11 октября 1879) — британский ботаник.  

## Биография
Джордж Гордон родился в Дублине 25 февраля 1806 года.
В 1841 году Гордон стал членом-корреспондентом Лондонского Линнеевского общества.
В 1858 году в монографии «The pinetum: being a synopsis of all the coniferous plants at present known, with descriptions, history, and synonymes, and comprising nearly one hundred new kinds» Джорджем Гордоном впервые в научной литературе была описана пихта одноцветная; он присвоил ей имя Picea concolor. Описание вида содержало следующую информацию:

Длинные, плоские и тонкие иглы, очень похожие на иглы Picea grandis, но одного цвета с обеих сторон. Шишки цилиндрические. Чешуйки опадающие.
Высокое дерево, обнаружено в горах Нью-Мексико Энгельманом, прочих сведений о нём нет.
Оригинальный текст (англ.)Leaves, long, linear, flat, and much resembling those of Picea grandis, but with faces of the leaves of the same colour. Cones, cylindrical. Scales, deciduous.
A tall tree, found on the mountains of New Mexico by Engelmann, of which nothing further is known.

Джордж Гордон умер 11 октября 1879 года.

## Научная деятельность
Джордж Гордон специализировался на семенных растениях.

## Некоторые публикации
- «The pinetum: being a synopsis of all the coniferous plants at present known, with descriptions, history, and synonymes, and comprising nearly one hundred new kinds». 1858[3].

## Почести
В его честь были названы следующие виды растений:
- Pritchardia gordonii Hodel[4]
- Olearia gordonii Lander[5]
- Physaria gordonii (A.Gray) O'Kane & Al-Shehbaz[6]
- Ctenitis gordonii (Baker) Copel.[7]
- Elaeocarpus gordonii Tirel[8]
- Ctenopterella gordonii (S.B.Andrews) Parris[9]
- Ocotea gordonii van der Werff[10]
- Racosperma gordonii (Tindale) Pedley[11]
- Tessmannianthus gordonii Almeda[12]
- Acacia gordonii (Tindale) Pedley[13]
- Ardisia gordonii Ricketson & Pipoly[14]
- Engomegoma gordonii Breteler[15].